# 26-й окремий дивізіон річкових катерів
26-й окремий дивізіон річкових катерів (26 ОДнРК, в/ч А4269) — річкова частина надводних катерів та суден Річкової флотилії ВМС України з місцем базування на м. Київ.

## Історія
У березні 2022 року, за ініціативи командувача Сухопутних військ, був сформований спільний дивізіон військових катерів на півночі Дніпра для забезпечення підтримки сухопутних військ на прирічкових операційних районах. Про що повідомив командувач ВМС України віце-адмірал Олексій Неїжпапа.
Перший дивізіон флотилії на Дніпрі був сформований із мобілізованих цивільних суден, на які було встановлене озброєння. Згодом дивізіон поповнили військовими катерами, зокрема проєкту 363У. До складу дивізіону входить 19 суден.
У листопаді 2022 року у складі річкового дивізіону ВМС України на Дніпрі з'явилися перші американські катери Sea Ark Dauntless передані США.
У вересні 2022 року для виконання завдань у північній операційній зоні річкова флотилія отримала десантний катер українського виробництва «SHERP the SHUTTLE».
26 травня 2023 року 26-й окремий дивізіон річкових катерів Військово-Морських Сил ЗС України прийняв до свого складу малий броньований артилерійський катер проєкту 58155 (МБАК) «Буча». МБАК «Буча» став флагманом річкової флотилії.
02 липня 2023 року Президент України вручив бойовий прапор 26-му окремому дивізіону річкових катерів річкової флотилії Військово-Морських сил Збройних Сил України
4 липня 2024 року 26 окремий дивізіон річкових катерів Військово-Морських Сил Збройних Сил України України указом Президента України Володимира Зеленського відзначений почесною відзнакою «За мужність та відвагу».

## Склад
- малий броньований артилерійський катер проєкту 58155 (МБАК) «Буча» (флагман)
- декілька катерів Sea Ark Dauntless
- десантний катер Sherp the Shuttle
- декілька катерів проєкту 363У
- декілька цивільних катерів

## Командування
- капітан 2 рангу В. Симоненко (2022 — теперішній час)[9]

## Втрати
1. 12 травня 2023 року помер рядовий ПОМОЗАНКО Олександр Іванович — стрілець — зенітник роти охорони та забезпечення[10]